# Kundevo
Kundevo (bulgariska: Кундево) är ett distrikt i Bulgarien.   Det ligger i kommunen Obsjtina Nedelino och regionen Smoljan, i den södra delen av landet, 200 km sydost om huvudstaden Sofia.
I omgivningarna runt Kundevo växer i huvudsak blandskog. Runt Kundevo är det ganska tätbefolkat, med 83 invånare per kvadratkilometer.